# Roel Kuiper
Roelof (Roel) Kuiper (Mariënberg, 5 april 1962) is een Nederlandse historicus, filosoof, politiek theoreticus en politicus. Hij is lid van de ChristenUnie en maakte voor deze partij van 2007 tot 2019 deel uit van de Eerste Kamer der Staten-Generaal.
Kuiper is daarnaast hoogleraar ‘Christelijke identiteit’ aan de Theologische Universiteit in Kampen, waar hij ook rector en bestuursvoorzitter was.

## Biografie
Kuiper deed havo en vwo aan het Greijdanus in Zwolle. In 1986 behaalde hij zijn doctoraalexamen in de geschiedenis aan de Vrije Universiteit Amsterdam. In 1992 promoveerde hij aan diezelfde universiteit op het proefschrift Zelfbeeld en wereldbeeld: antirevolutionairen en het buitenland 1848-1905. Zijn doctoraal in de filosofie ontving hij in 1998, eveneens aan deze universiteit. Tijdens zijn studententijd is hij lid en praeses geweest van de Gereformeerde Studenten Vereniging te Amsterdam 'Petrus Plancius'.

## Betrekkingen
Na zijn doctoraal Geschiedenis heeft Kuiper naast zijn docent- en hoogleraarschap diverse betrekkingen gehad. Zo was hij van 1987 tot 1990 docent en studieleider aan een MO-lerarenopleiding Geschiedenis, de Evangelische Hogeschool te Amersfoort, van 1991 tot 1995 directeur van Stichting voor Reformatorische Wijsbegeerte in Utrecht en in 1995 volgde hij André Rouvoet op als directeur van de Marnix van Sint Aldegonde Stichting, het Wetenschappelijk Instituut van de Reformatorische Politieke Federatie waar hij tot 2002 bleef. Van 2000 tot 2002 fungeerde hij als eerste directeur van het Wetenschappelijk bureau van de ChristenUnie, de Mr. G. Groen van Prinsterer Stichting. Kuiper was nauw betrokken bij de totstandkoming van de ChristenUnie in 2000. In 2006 gaf hij colleges in Kiev (Oekraïne) over de taak van de christen in de maatschappij.
Kuiper was lid van de Nationale Conventie, een groep van personen die zich bezig hield met de vraag of er iets moet veranderen aan de inrichting van het nationale politieke bestel. Dat bestel wordt onder andere gevormd door de regering en de Tweede Kamer, de rechterlijke macht en de politieke partijen. Centraal staat de vraag of veranderingen in dat politieke bestel kunnen bijdragen aan herstel van vertrouwen tussen burgers en de overheid.
In september 2013 werd Kuiper benoemd buitengewoon hoogleraar Christelijke identiteit in maatschappelijke praktijken aan de Theologische Universiteit van de Gereformeerde Kerken (vrijgemaakt) te Kampen. Per 1 mei 2015 werd hij benoemd tot rector, en tot voorzitter van het college van bestuur, van deze universiteit. In oktober 2023 is hij dit niet meer.
De historische, politieke en filosofische publicaties van Kuiper zijn vaak bezinnend en apologetisch van aard. Hij probeert het christelijk geloof in Nederland te verdedigen tegen de voortschrijdende secularisatie. Veel ideeën ontleent hij aan Guillaume Groen van Prinsterer, de intellectuele vader van de antirevolutionaire beweging, over wie Kuiper in 2001 een biografie schreef, en Herman Dooyeweerd, de grondlegger van de moderne christelijke filosofie in Nederland.

### Eerste Kamer
Hij werd bij de verkiezingen van de Eerste Kamer op 29 mei 2007 als nummer vier op de kieslijst van de ChristenUnie in de Eerste Kamer verkozen. Op 12 juni 2007 werd hij beëdigd. Bij de Eerste Kamerverkiezingen van 2011 was hij lijsttrekker voor de ChristenUnie en werd hij herkozen. Ook voor de verkiezingen van 2015 was hij lijsttrekker. In september 2018 maakt hij bekend niet meer herkiesbaar te zijn voor een nieuwe termijn in de Eerste Kamer. Na de verkiezingen van 2019 verliet hij de senaat waar hij twaalf jaar deel van uitmaakte.

ChristenUnie
In 2023 was hij voorzitter van de commissie die het programma van de ChristenUnie voor de Tweede-Kamerverkiezingen 2023 opstelde.

## Onderscheidingen
- In september 2015 kreeg Kuiper de Prinsjesprijs van de Stichting Prinsjesfestival toegewezen. De prijs wordt sinds 2013 jaarlijks uitgereikt aan een politicus die 'in optreden of handelen van bijzondere betekenis is of is geweest voor het gezag van het parlement en voor de vitaliteit van de parlementaire democratie van Nederland'.[7]
- Vanaf 2016 is Kuiper erelid van de Utrechtse christelijke studentenvereniging S.S.R.-N.U.
- Bij zijn afscheid van de Senaat werd Kuiper koninklijk onderscheiden.

## Persoonlijk
Kuiper is getrouwd en heeft vier kinderen. Hij behoort tot de Gereformeerde Kerken vrijgemaakt.

## Publicaties (selectie)
- Zelfbeeld en wereldbeeld. Antirevolutionairen en het buitenland, 1848-1905 (Uitgeverij Kok: Kampen, 1992). Proefschrift.
- Herenmuiterij. Vernieuwing en sociaal conflict in de antirevolutionaire beweging, 1871-1894 (Leiden, 1994)
- Uitzien naar de zin. Inleiding tot een christelijke geschiedbeschouwing (Uitgeverij Groen: Leiden, 1996).
- ‘Das abschied eines Antirevolutionärs von Deutschland. Abraham Kuyper (1837-1920) und Adolf Stoecker (1835-1909)’, in: Jahrbuch Zentrum Für Niederlande-Studien (Verlag Regensberg: Münster, 1998).
- Op zoek naar de samenleving. Over anti-utopisch denken en politieke verantwoordelijkheid (Rotterdam, 1999). Inaugurele oratie.
- Op het breukvlak van twee millennia (Willem de Zwijgerstichting: Apeldoorn, 1999)
- Kunst van het leven. De cultuuruitdaging van de 21e eeuw (Rotterdam, 1999). Redactie met Leen la Rivière en Jan Peter Balkenende
- ‘Tot een voorbeeld zult Gij blijven’. Mr. G. Groen van Prinsterer. Biografie (Amsterdam, 2001).
- ‘Techniek en politiek: humaniteit, moraliteit en openbaar bestuur’, in: Kees Boersma, Jan van der Stoep, Maarten Verkerk, Ad Vlot, Aan Babels stromen. Een bevrijdend perspectief op ethiek en techniek (Amsterdam, 2002).
- ‘Human Identity and Reformational Social Philosophy’, in: Philosophia Reformata (jaargang 69, 2004, no. 1).
- ‘Dialoog en vervreemding als politieke werkelijkheid’, in: Govert Buijs, Peter Blokhuis, Sander Griffioen, Roel Kuiper (redactie), Homo Respondens. Verkenningen rond het mens-zijn (Buijten en Schipperheijn: Amsterdam, 2005).
- Over de schutting, Op weg naar nieuwe solidariteit, Redactie samen met Cors Visser (Buijten en Schipperheijn: Amsterdam, 2005).
- ‘Groen van Prinsterer’s Ongeloof en Revolutie (1847)’, in: F.G.M. Broeyer en D.Th. Kuiper, Is ’t waar of niet? Ophefmakende publicaties uit de ‘lange’ negentiende eeuw (Meinema: Zoetermeer, 2005).
- ‘Heimat und Fremde – Herausforderungen im Zeitalter von Migration und Globalisierung’, in: Erkenntnis und Glaube, band 36 (Evangelische Verlagsanstalt: Leipzig, 2006).
- ‘De praktijk van het sociaal werk’, in: Henk Jochemsen, Roel Kuiper, Bram de Muynck, Een theorie over praktijken. Normatief praktijkmodel voor zorg, sociaal werk en onderwijs (Buijten en Schipperheijn: Amsterdam, 2006).
- Moreel kapitaal. De verbindingskracht van de samenleving (Buijten en Schipperheijn: Amsterdam, 2009).
- De terugkeer van het algemeen belang – Privatiseringsverdriet en de toekomst van Nederland (Uitgeverij Van Gennep: Amsterdam, 2014).
- Identiteit en navolging. Over het contextualiseren van geloof (Buijten en Schipperheijn: Amsterdam, 2014).
- Mensen kunnen bloeien. Een basistheorie voor christelijk onderwijs (Kampen, 2017)